# آدام ریفکین
آدام ریفکین (انگلیسی: Adam Rifkin؛ زادهٔ ۳۱ دسامبر ۱۹۶۶) یک کارگردان، فیلم‌نامه‌نویس، تهیه‌کننده، و نویسنده اهل ایالات متحده آمریکا است.
او در فیلم‌های به دریا رفتن، عقب‌مانده تاریک و نقشه سوزان بازی کرده‌است.